# Francois Vergult
Francois Vergult, belgijski hokejist, * 1893, Bruselj, Belgija, † ?.
Vergult je bil hokejski vratar, ki je branil za belgijsko reprezentanco na Poletnih olimpijskih igrah 1920 v Antwerpnu, ko je z reprezentanco osvojil šesto mesto, in Evropskem prvenstvo 1913, ko je z reprezentanco osvojil zlato medaljo.